# جانور خون‌گرم

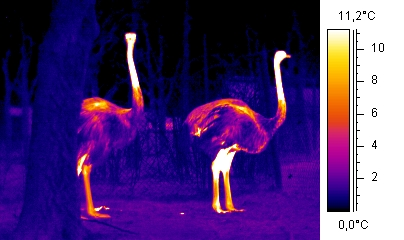
دمانگاری دو شترمرغ

جانور خونگرم (به انگلیسی: Warm-blooded، Endotherm) گفته می‌شود که میزان دمای بدنش بدون توجه به دمای محیط اطراف به‌طور مداوم ثابت است مانند پستانداران. هنگامی که دمای هوا در تابستان گرم است و همچنین در طول روز یا شب و زمستان دمای بدن جانوران خونگرم ثابت است و این جانوران با مصرف انرژی دمای خود را ثابت نگه می‌دارند. پرندگان و پستانداران خونگرم هستند.
معمولاً دمای ثابت به فعالیت مداوم آنزیمها و جاندار می‌انجامد. جانوران خون‌گرم می‌توانند در محیط‌های سردی که موجودات خونسرد را به حالت کاملاً غیرفعال درمی‌آورد، فعال بمانند، به دنبال غذا بگردند و از خود دفاع کنند. از همین رو جانوران خونگرم می‌توانند خود را تقریباً با هر شرایط آب و هوایی بر روی زمین سازگار کنند. درحالی‌که نقطه مقابل آن جانور خون‌سرد است، میزان فعالیت یک جانور خونسرد به درجه حرارت محیط اطراف وی بستگی دارد.

جانوران خونگرم یک گروه چندنیا است.

این دسته‌بندی امروزه در آرایه‌شناسی استفاده نمی‌شود. در نظر گرفتن گروهی به نام جانوران خونگرم شامل تنها پستانداران و پرندگان می‌شود (قرمز / نارنجی در شکل). به این دسته، گروه چندنیا (polyphyletic) گفته می‌شود زیرا اعضای آن اخیراً نیای مشترک نداشته‌اند.